# Malaconothrus crassisetosus
Malaconothrus crassisetosus är en kvalsterart som beskrevs av Subías och Anurup Kumar Sarkar 1982. Malaconothrus crassisetosus ingår i släktet Malaconothrus och familjen Malaconothridae. Inga underarter finns listade i Catalogue of Life.